# Commission nationale spécialisée en rock et disciplines associées
La Commission nationale spécialisée en rock et disciplines associées (CNSRDA, membre de la Fédération française de danse) était un organisme spécialisé dans la promotion des danses rock et associées (notamment le swing avec le Lindy-Hop, le Boogie-Woogie et le West Coast Swing).

## Historique
Le CNSRDA, affilié à la FFD voit le jour en 2010 avec la fusion de l'AFDA (Association française de danse acrobatique) et le CNRA (Comité national de rock acrobatique).  Fin 2010, le CNSRDA est mis sous tutelle directe de la FFD et devient une "Discipline" de la FFD à part entière.
Dans les faits le terme CNSDRA n'est plus utilisé depuis, ce qui correspond à l'intégration complète de deux fédérations différentes (AFDA et CNRA) au sein de la FFD.

## Organisation
Le CNSRDA est organisé en 8 commissions :
- la commission de direction
- 1 commission technique
- 3 commissions orientées danse (rock, boogie woogie, West Coast Swing)
- 1 commission sur le jugement (juges et arbitres)
- 1 commission sur la formation

## Compétitions
Le CNSRDA organise en France des compétitions en collaboration avec le WRRC.